# باتريك براون (لاعب كريكت)
باتريك براون (26 يناير 1982 في باربادوس - ) (بالإنجليزية: Patrick Browne)‏ هو لاعب كريكت باربادوسي. شارك مع منتخب الهند الغربية للكريكت.